# Eljiguidei (general de Gêngis Cã)
Eljiguidei (em mongol médio: ᠡᠯᠵᠢᠭᠲᠡᠢ ᠨᠣᠶᠠᠨ; m. 1251/52) foi um oficial mongol do século XIII. 

## Vida
Eljiguidei nasceu em data desconhecida. Servia como um comandante do exército de Gêngis Cã (r. 1206–1227) e em 1221 estava estacionado em Gásni. A população de Herate se rebelou e matou os governadores mongóis e Gêngis Cã enviou, em novembro-dezembro, Eljiguidei com 80 000 homens para arrasá-la e exterminar a população. Após sete meses de cerco, Herate caiu em junho-julho de 1222. O massacre dos habitantes durou oito dias e ceifou, segundo Ceife Heravi, um milhão de pessoas, independente de sexo e idade; os edifícios também foram destruídos e suas paredes niveladas. Após a retirada de Eljiguidei, um destacamento de 2 000 cavaleiros foi enviado para matar os que se esconderam. De acordo com Uassafe, quando Genghis Khan nomeou um general para comandar um haraza em nome de cada um dos seus quatro filhos no nordeste da Pérsia e nas fronteiras da Índia, Eljiguidei foi nomeado para representar Jochi.